# Pero rectissima
Pero rectissima là một loài bướm đêm trong họ Geometridae.